# 朝日キネマ

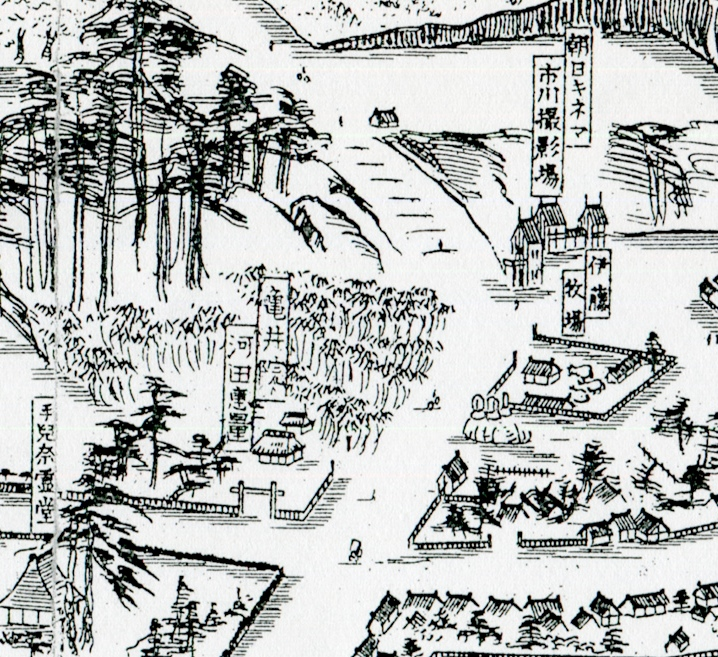
撮影所付近の略図、1928年。

朝日キネマ合名社（あさひキネマごうめいしゃ）は、かつて存在した日本の映画会社、合名会社である。東京に本社を持ち、千葉県に「朝日キネマ市川撮影所」（あさひキネマいちかわさつえいじょ）という映画スタジオを持っていた。

## 略歴・概要
横浜に撮影所を持った映画会社、大正活映が1922年（大正11年）に製作を中止し、1923年（大正12年）9月1日に起きた関東大震災後の時期に、大正活映の撮影スタッフであった長谷川清が設立した。記録の残る最初の作品は、1924年（大正13年）に同社が製作・公開した『春は還る』である。同作は、栗原トーマスこと栗原喜三郎が逓信省簡易保険局による原案を脚色して監督、内田吐夢が補助監督、長谷川清が撮影、尾崎章太郎がセット美術のデザインを行なった作品で、いずれも大正活映出身者である。内田吐夢は、大正活映を辞した後に、京都の牧野省三の牧野教育映画製作所に移籍し、その後、放浪していた時期に参加しており、同作のほかにも、短篇アニメーション映画『蟹満寺縁起』（同年）、中篇劇映画『虚栄は地獄』（1925年）の演出も手がけている。『虚栄は地獄』では、同社代表の長谷川が自ら出演しているが、長谷川は、大正活映時代にも、栗原トーマスが監督した『葛飾砂子』（1920年）に夫人とともに出演している。第二次世界大戦後の東宝の撮影技師、長谷川清は本時点で生まれておらず、別人である。
のちに日本映画社で『陸軍航空戦記 ビルマ篇』（監督柳川武夫、1943年）で撮影を手がける坂齋小一郎は、1927年（昭和2年）、当時、東京府東京市浅草区寿町47番地（現在の東京都台東区寿）に現像場を持つ同社に入社、撮影助手を1年ほど務めることで、映画のキャリアを始めている。坂齋によれば、1年ほど経つころには、製作機能を千葉県東葛飾郡市川町大字真間（現在の同県市川市真間5丁目）に新設した撮影所に移転している。同社は頻繁に『官報』に広告を打っており、1929年（昭和4年）6月22日付の『官報』（大蔵省印刷局）に掲載された広告には撮影所の所在地が掲載されている。また同じころ、本社機能を坂齋らのいた浅草寿町から、牛込区市ヶ谷見附にあった市ヶ谷ビル内に移転している。
1930年代以降の作品の記録がみられず、このころには活動を停止した模様である。
「朝日キネマ市川撮影所」は、千葉県内の映画スタジオとしては、阪東妻三郎が1931年（昭和6年）1月、同県千葉郡津田沼町谷津海岸（現在の同県習志野市谷津）に建設して稼働した「阪東妻三郎プロダクション関東撮影所」（のちの谷津遊園）に3年ほど先駆けたものである。亀井院の東側、手児奈霊堂の北東に隣接した同撮影所は現存せず、南側に隣接した伊藤牧場も含めて住宅地になっている。

## 企業データ
- 所在地 : 
  - 本社 : 東京府東京市浅草区寿町47番地（現在の東京都台東区寿）[6]
  - 本社（移転後） : 東京府東京市牛込区市ヶ谷見附 市ヶ谷ビル内[7]
  - 撮影所 : 千葉県東葛飾郡市川町大字真間（現在の同県市川市真間5丁目）[8]
- 事業内容 : 教育映画および宣伝用映画の製作、出張撮影および映写、映画の販売および貸付、現像焼付機械の販売一切[6]
- 代表者 : 長谷川清

## フィルモグラフィ

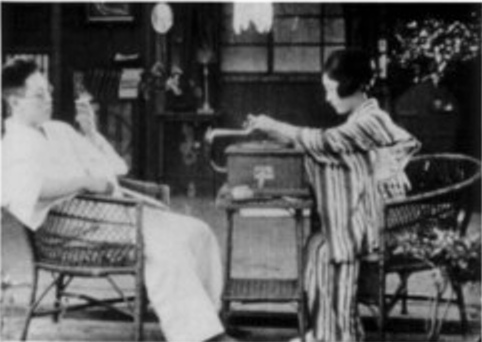
『虚栄は地獄』（1925年）のスチル写真。左は長谷川清、右は龍田静枝。

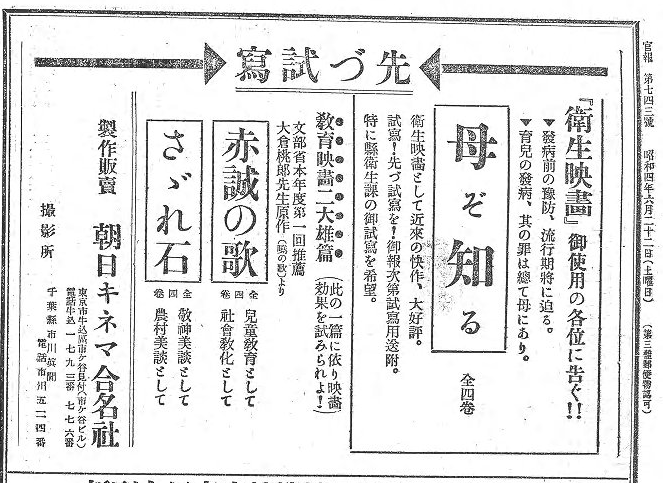
1929年の同社の広告。

文化庁の「日本映画情報システム」、および日本映画データベース、インターネット・ムービー・データベース、東京国立近代美術館フィルムセンター（NFC）の「所蔵映画フィルム検索システム」に掲載されているものに、官報への同社からの広告から補完した同社製作・配給作品の一覧である。公開日の右側には、東京国立近代美術館フィルムセンター、マツダ映画社所蔵等の上映用プリントの現存状況についても記す。同センター等に所蔵されていないものは、とくに1940年代以前の作品についてはほぼ現存しないフィルムである。資料によってタイトルの異なるものは併記した。
- 『春は還る』 : 監督栗原喜三郎、補助監督内田吐夢、1924年製作・公開 - 41分尺で現存（NFC所蔵[4]）
- 『赤垣源蔵徳利の別れ』 : 監督・作画木村白山、短篇アニメーション映画、1924年製作・公開
- 『蟹満寺縁起』 : 監督・作画奥田秀彦・木村白山・内田吐夢、短篇アニメーション映画、1924年製作・公開 - 11分尺で現存（NFC所蔵[9]）

- 『土と心を耕せ』 : 監督不明、1925年1月製作・公開[6][15]
- 『なまけ太郎』 : 監督不明、短篇アニメーション映画、1925年1月製作・公開[6]
- 『櫻吹雪 乃木大將と辻占賣り』 : 監督不明、1925年6月製作・公開[16][15]
- 『運動會の日』 : 監督不明、1925年製作・公開[15]
- 『虚栄は地獄』 : 監督内田吐夢、1925年製作・公開[15] - 15分尺で現存（マツダ映画社所蔵[14]）
- 『猛火と戰ふ』 : 監督不明、1925年製作・公開[15]

- 『塩原多助』（『勤倹貯蓄 塩原多助』[9]） : 監督・作画木村白山、短篇アニメーション映画、1925年製作・公開 - 10分尺で現存（NFC所蔵[9]）
- 『実録忠臣蔵』 : 監督・作画木村白山、短篇アニメーション映画、1925年製作・公開
- 『愛國劇 櫻吹雪』 : 監督淺野登、製作中外活動写真協会、1925年製作・公開 - 製作協力、42分尺で現存（NFC所蔵[4]）

- 『松ちゃんの剛勇』 : 監督・作画木村白山、短篇アニメーション映画、1926年1月22日公開
- 『松ちゃんの定九郎』 : 監督・作画木村白山、短篇アニメーション映画、1926年製作・公開
- 『曽我夜討』（『曽我兄弟』） : 監督・作画木村白山、短篇アニメーション映画、1926年製作・公開
- 『忠臣蔵』 : 監督・作画木村白山、短篇アニメーション映画、1926年製作・公開

- 『赤誠の歌』 : 監督長谷川清、1927年製作・公開[8] - 23分尺で現存（NFC所蔵[4]）
- 『人類の敵』 : 監督長谷川清、1928年製作・公開 - 49分尺で現存（NFC所蔵[4]）
- 『手の戯』 : 監督不明、1928年製作・公開[7]
- 『さゞれ石』 : 監督不明、1929年製作・公開[8]
- 『母ぞ知る』 : 監督不明、1929年製作・公開[8]

- 『父と子』 : 監督不明、1932年製作・公開 - 16分尺で現存（NFC所蔵[4]）
- 『歩』 : 監督不明、1936年製作・公開

- 『キャラメル日本』 : 監督不明、製作朝日キネマ・森永製菓、配給東和商事文化映画部、1930年代製作・公開